# Bhota
Bhota è una suddivisione dell'India, classificata come nagar panchayat, di 1.472 abitanti, situata nel distretto di Hamirpur, nello stato federato dell'Himachal Pradesh. In base al numero di abitanti la città rientra nella classe VI (meno di 5.000 persone).

## Geografia fisica
La città è situata a 31° 36' 39 N e 76° 33' 60 E.

## Società

### Evoluzione demografica
Al censimento del 2001 la popolazione di Bhota assommava a 1.472 persone, delle quali 771 maschi e 701 femmine. I bambini di età inferiore o uguale ai sei anni assommavano a 158, dei quali 92 maschi e 66 femmine. Infine, coloro che erano in grado di saper almeno leggere e scrivere erano 1.172, dei quali 639 maschi e 533 femmine.